# 35-ös busz (Lenti)
A lenti 35-ös jelzésű autóbuszvonal az Autóbusz-állomás és Máhomfa között húzódik, amelyet a MÁV Személyszállítási Zrt. üzemeltet.

## Útvonala
| Autóbusz-állomás – Máhomfa                                                                   | Máhomfa – Autóbusz-állomás                                                                                           |
| -------------------------------------------------------------------------------------------- | --- |
| Autóbusz-állomás ➝ Ifjúság útja ➝ Templom tér ➝ Petőfi út ➝ 7538 ➝ Máhomfa, autóbusz-forduló | Máhomfa, autóbusz-forduló ➝ 7538 ➝ Petőfi út ➝ [Templom tér ➝ // Bánffy Miklós út ➝] Ifjúság útja ➝ Autóbusz-állomás |

## Közlekedése
Indításai minden nap történnek, gyakori jelleggel. Ellentétes irányban tanítási napokon három, tanszünetben kettő járat a Bánffy úti óvoda érintésével érkezik a városi buszállomásra.
A vonalon az alábbi regionális autóbuszjáratok közlekednek:
- 6454, 6456, 6457

| Viszonylat                             | Indításszám       | Közlekedési rend          |
| -------------------------------------- | ----------------- | ------------------------- |
| Autóbusz-állomás – Máhomfa, aut. ford. | 18 oda, 19 vissza | tanítási napokon          |
| Autóbusz-állomás – Máhomfa, aut. ford. | 17 oda, 19 vissza | tanszünetben munkanapokon |
| Autóbusz-állomás – Máhomfa, aut. ford. | 8 pár             | szabadnapokon             |
| Autóbusz-állomás – Máhomfa, aut. ford. | 5 oda, 6 vissza   | munkaszüneti napokon      |

## Megállóhelyei
| 0                                                                     | Autóbusz-állomás végállomás          | 0.0 km | 0 | 1, 2, 3, 90, 94 1184, 1187, 1193, 1625, 1639, 1641, 1643, 1658, 1669 6238, 6242, 6248, 6262, 6287, 6446, 6448, 6454, 6456, 6457, 6553, 6560, 6565, 6570, 6576, 6577, 6580, 6585 |
| Tanítási napokon 3; tanszünetben munkanapokon 2 járat által érintett. |                                      |        |   | |
| ∫                                                                     | Bánffy úti óvoda                     | ∫      | ∫ | 1, 90, 94 6238, 6248, 6454, 6456, 6553, 6570, 6576 |
| 1                                                                     | Autójavító                           | 1.3 km | 2 | 3 6454, 6456, 6457 |
| 2                                                                     | Temető                               | 2.0 km | 4 | 6454, 6456, 6457 |
| 3                                                                     | Lentihegyi elágazás                  | 2.7 km | 5 | 6454, 6456, 6457 |
| 4                                                                     | Máhomfa, autóbusz-forduló végállomás | 4.3 km | 7 | 6454, 6456, 6457 |